# Hanne Schenk
Hannelore „Hanne” Schenk (ur. 10 maja 1984 w Berlinie) – szwajcarska bobsleistka (dwójki), olimpijka.
Występowała w wielu zawodach Pucharu Świata w bobslejowych dwójkach.

## Osiągnięcia
Seniorskie
- Wicemistrzyni Europy (2010 z Sabiną Hafner)[1]
- Brązowa medalistka mistrzostw Europy (2012 z Fabienne Meyer)[2]
- Uczestniczka:
  - igrzysk olimpijskich (2010 – 10. miejsce z Fabienne Meyer)[3]
  - mistrzostw:
    - świata (2008 – 12. miejsce z Sabiną Hafner, 2012 – 6. miejsce z Fabienne Meyer)[4][5]
    - Europy (2010, 2011 – 9. miejsce z Fabienne Meyer, 2012)[6]
- Puchar świata:
  - 2. miejsce – Königssee (13.01.2012 z Fabienne Meyer)[7]
  - 3. miejsce:
    - Innsbruck (14.01.2011 z Fabienne Meyer)[8]
    - La Plagne (9.12.2011 z Fabienne Meyer)[9]
    - Winterberg (17.12.2011 z Fabienne Meyer)[10]
    - Altenberg (6.01.1012 z Fabienne Meyer)[2]

Młodzieżowe
- Mistrzyni świata juniorów w dwójkach (2009 z Sabiną Hafner)[11]
- Uczestniczka mistrzostw świata juniorów w dwójkach (2009, 2010 – 4. miejsce z Tamaris Dennler-Allemann)[12]